# Sylvo-urbanisme

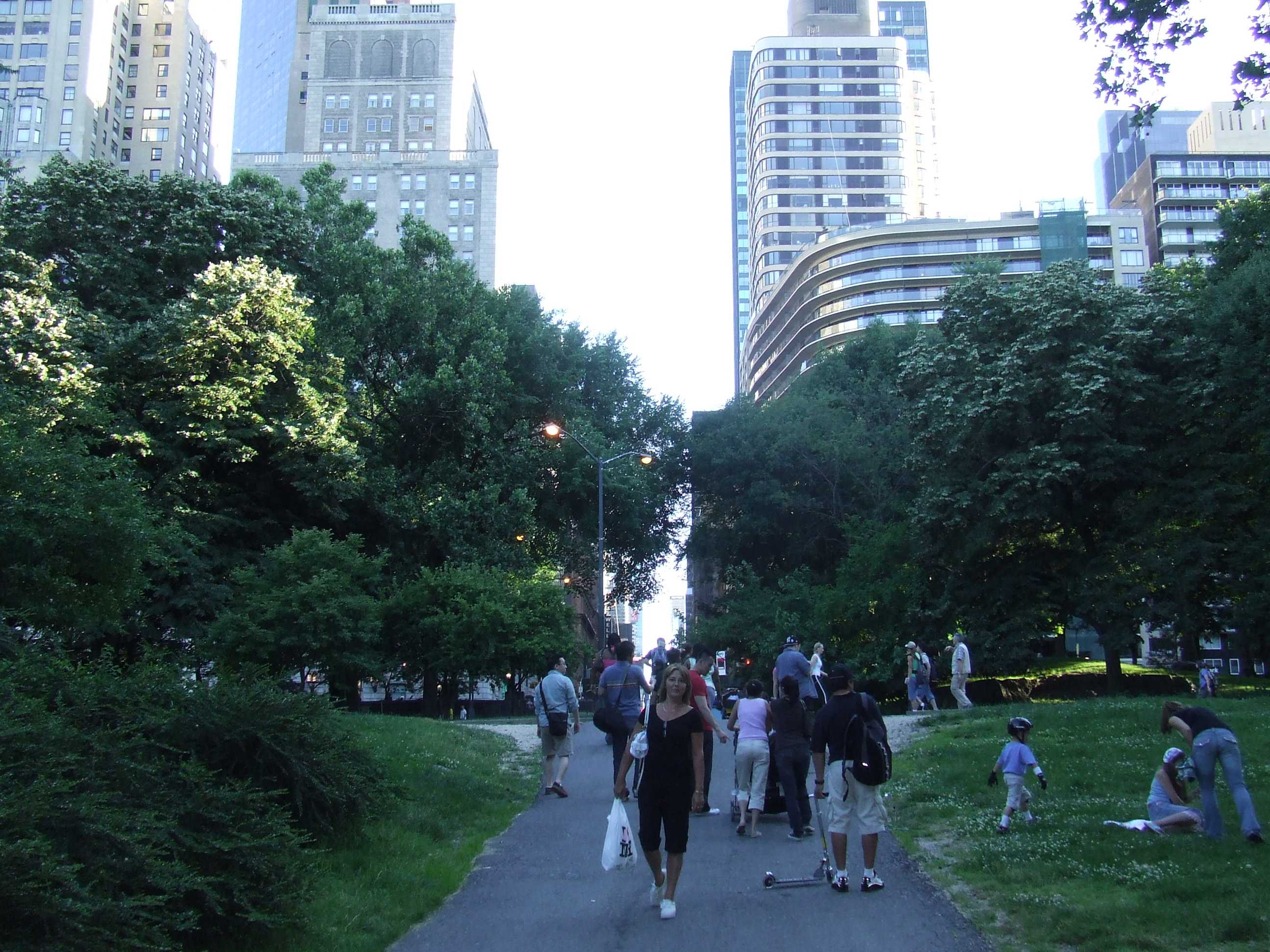
Sylvo-urbanisme mis en place près de la 7th Avenue à New York par la municipalité

Le sylvo-urbanisme est l'action de planter des arbres en ville.

## Principe
Des arbres sont plantés dans des zones urbaines à l'origine dépourvus d'arbres.

## Intérêts
La présence d'arbres en villes possèdent de nombreux avantages,, :
- captation du CO2, responsable de l'effet de serre ;
- restitution de l'oxygène ;
- réduction de la température par l'évapotranspiration ;
- élimination des polluants atmosphériques ;
- restauration des sols dégradés ;
- prévention des sécheresses et des inondations ;
- amélioration de la biodiversité ;
- amélioration le bien-être.

## Critiques

### Essences utilisées
Tous les arbres ne peuvent pas être utilisés. Lorsque l'on veut planter un arbre, il faut tenir compte dès sa plantation :
- le volume qu'atteindra l'arbre adulte ;
- l’expansion de ses racines ;
- ses besoins en nutriments et en eau pendant toute sa vie, et donc prévoir des sols adaptés en conséquence.

Les tailles régulières et drastiques mutilent et fragilisent l’arbre.
Certaines essences comme le platanes produisent des composés chimiques, polluants ou irritants,.

### Entretien
Les arbres plantés doivent être entretenus et notamment arrosés lorsque la situation l'exige.
Lorsque les arbres ne sont pas entretenus, ils peuvent tomber sur des passants. En avril 2019, un enfant de 9 ans a dû être amputé après être resté coincé sous un arbre de la cour de son école. En août 2023, un enfant a été tué par la chute d'un arbre sur les bords du lac de Sainte-Croix,,,.

### Taille
Les arbres qui conviennent à la vie en ville sont ceux qui présentent des dimensions adaptées aux espaces étroits et qui offrent une bonne résistance à la pollution.
- Arbres de petite taille[note 1] :
  - Amélanchier du Canada (Amelanchier canadensis), zone 2. H. : 6 m. L. : 3 m.
  - Aulne européen impérial (Alnus glutinosa ‘Imperialis’), zone 4. H. : 6 m. L. : 4 m.
  - Cornouiller à feuilles alternes (Cornus alternifolia), zone 3. H. : 5 m. L. : 5 m.
  - Érable de l’Amur (Acer tataricum ssp. ginnala), zone 3. H. : 6 m. L. : 5 m.
  - Magnolia de Soulange (Magnolia soulangeana), zone 5. H. : 3 m. L. : 2 m.
  - Magnolia ‘Merrill’ (Magnolia loebneri ‘Merrill’), zone 4. H. : 3 m. L. : 2,5 m.
  - Pommetier ‘Rudolph’ (Malus ‘Rudolph’), zone 2. H. : 5 m. L. : 4 m.
  - Poirier ‘Korean Sun’ (Pyrus fauriei ‘Korean Sun’), zone 4. H. : 4 m. L. : 4 m.
  - Prunier de Virginie ‘Shubert’ (Prunus virginiana ‘Shubert’), zone 2. H. : 5 m. L. : 4 m.
  - Sumac vinaigrier (Rhus typhina), zone 3. H. : 5 m. L. : 4 m.

- Arbustes à former en petits arbres :
  - Arbre à perruque (Cotinus coggygria), zone 4. H. : 4 m. L. : 4 m.
  - Prunier pourpre des sables (Prunus cistena), zone 3. H. : 2 m. L. : 1,75 m.
  - Seringat ‘Virginal’ (Philadelphus ‘Virginal’), zone 4. H. : 2 m. L. : 1,2 m.
  - Sureau du Canada (Sambucus canadensis), zone 3. H. : 3 m. L. : 2 m.
  - Viorne commune (Viburnum lantana), zone 2. H. : 4 m. L. : 3 m.

- Arbres colonnaires :
  - Arbre aux 40 écus ‘Princeton Sentry’ (Ginkgo biloba ‘Princeton Sentry’), zone 5. H. : 12 m. L. : 5 m.
  - Chêne pédonculé fastigié (Quercus robur ‘Fastigiata’), zone 4. H. : 15 m. L. : 3 m.
  - Épinette de Norvège ‘Cupressina’ (Picea abies ‘Cupressina’), zone 4. H. : 10 m. L. : 1,5 m.
  - Épinette du Colorado ‘Iseli Fastigiate’ (Picea pungens ‘Iseli Fastigiate’), zone 2. H. : 5 m. L. : 1,5 m.
  - Pommetier de Sibérie colonnaire (Malus baccata ‘Columnaris’), zone 2. H. : 6 m. L. : 1,5 m.
  - Sorbier des oiseaux fastigié (Sorbus aucuparia ‘Fastigiata’), zone 4. H. : 10 m. L. : 3 m.
  - Thuya ‘Unicorn’ (Thuja occidentalis ‘Unicorn’), zone 4. H. : 3 m. L. : 1 m[12].

### Climat
Les arbres sont sensibles au climat. Si des essences qui craignent la chaleur sont plantées, l'élévation des températures due au réchauffement climatique risquent de les tuer.

### Maladies
Les arbres sont vulnérables à certains insectes, champignons et maladies.

### Biodiversité
Les arbres indigènes sont des refuges pour la faune locale, les oiseaux et les pollinisateurs. Ceux venus d’ailleurs, beaucoup moins car ils gardent leur écosystème d’origine. Certains arbres peuvent favoriser l'apparition d'insectes ravageurs ou dangereux, comme les chenilles processionnaires.
Il existe en France un portail Sésame destiné à faciliter le choix des essences à planter. Il existe aussi des outils qui permettent de suivre l'état des arbres en temps réel.
Les arbres sont parfois organisés pour créer des « coulées vertes ».

### Méthode de plantations
Le fait de choisir une seule essence peut fragiliser le milieu car il le rend davantage vulnérable aux maladies et aux parasites. De plus, il est difficile de planter des arbres sans gêner la visibilité de la voie publique ou altérer le nombre de places de stationnement.

### Politique
Plusieurs candidats à des élections dans le monde proposent de planter plus d'arbres en ville. Cela suscite le scepticisme de la part de certains urbanistes.

## Dans les différents pays

### Allemagne
La municipalité de Berlin doit abattre des arbres qui dépérissent face aux sécheresses à répétition qui sévissent depuis quelques années. Le  problème vient du fait que les arbres manquent de place pour leurs racines.

### Australie
Une étude réalisée à Melbourne a permis de démontrer que la plantation d'arbres permettait d'augmenter le norme et la variété d'insectes présents sur place,.

### Belgique
Des initiatives sont organisés dans des écoles pour sensibiliser les enfants.

### France
Des campagnes de sensibilisations sont organisés par les pouvoirs publics : des élèves d'écoles sont invités à planter des arbres.
Le Cerema proposent aux communes qui le souhaitent d'être aidé dans la plantation d'arbres.
Le pôle paysage Verdir note que suivant les espèces d'arbres demandées, il peut y avoir des pénuries, notamment dû au fait que les espèces cultivées ne correspondent pas toujours à celle demandées.
La ville de Paris mènent plusieurs études pour végétaliser de manière cohérente les villes.
La ville d'Angers est classée comme première ville verte de France.